# Hieracium sect. Jurassica
La sezione  Hieracium sect. Jurassica  (Arv.-Touv.) Gottschl. è una sezione di piante angiosperme dicotiledoni del genere Hieracium della famiglia delle Asteraceae.

## Etimologia
Il nome del genere deriva dalla parola greca hierax o hierakion (= sparviere, falco). Il nome del genere è stato dato inizialmente dal botanico francese Joseph Pitton de Tournefort (1656 - 1708) rifacendosi probabilmente ad alcuni scritti del naturalista romano Gaio Plinio Secondo (23 - 79) nei quali, secondo la tradizione, i rapaci si servivano di questa pianta per irrobustire la loro vista. Il nome della sezione (jurassica) fa riferimento all'era geologica del Giurassico (epoca probabile della prima formazione delle Angiosperme).
Il nome scientifico della sezione è stato definito dal botanico Jean Maurice Casimir Arvet-Touvet (1841-1913) e dal botanico Günter Gottschlich (1951-).

## Descrizione

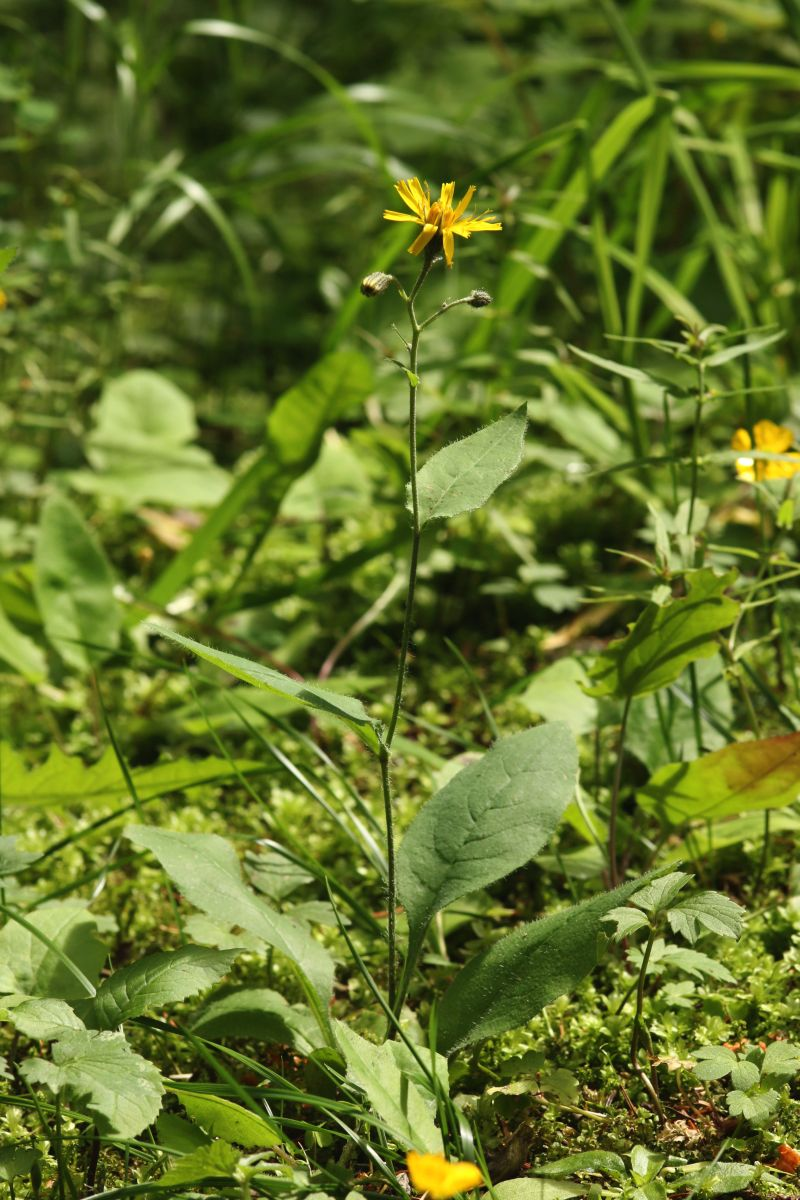
Il portamento
Hieracium jurassicum

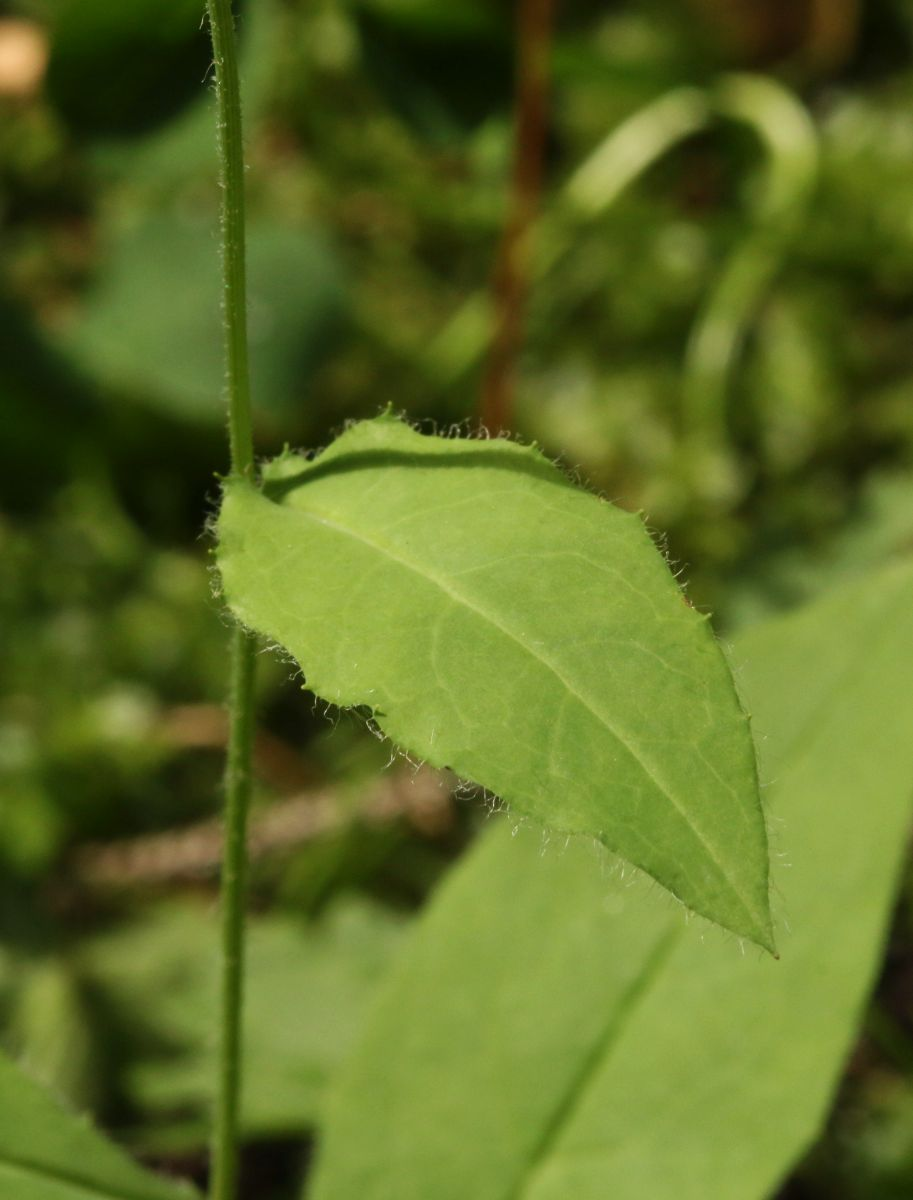
Le foglie
Hieracium jurassicum

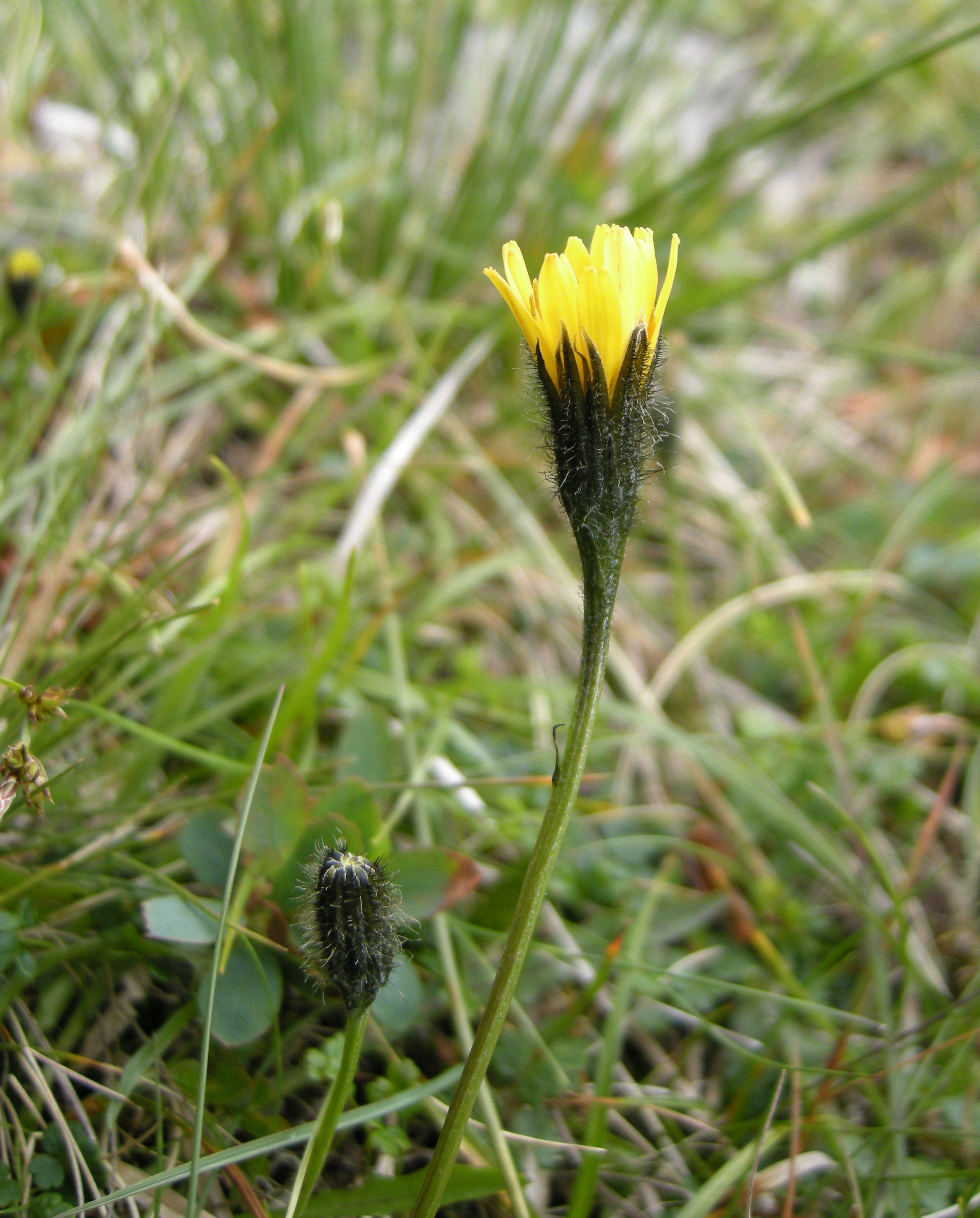
Infiorescenza
Hieracium jurassicum

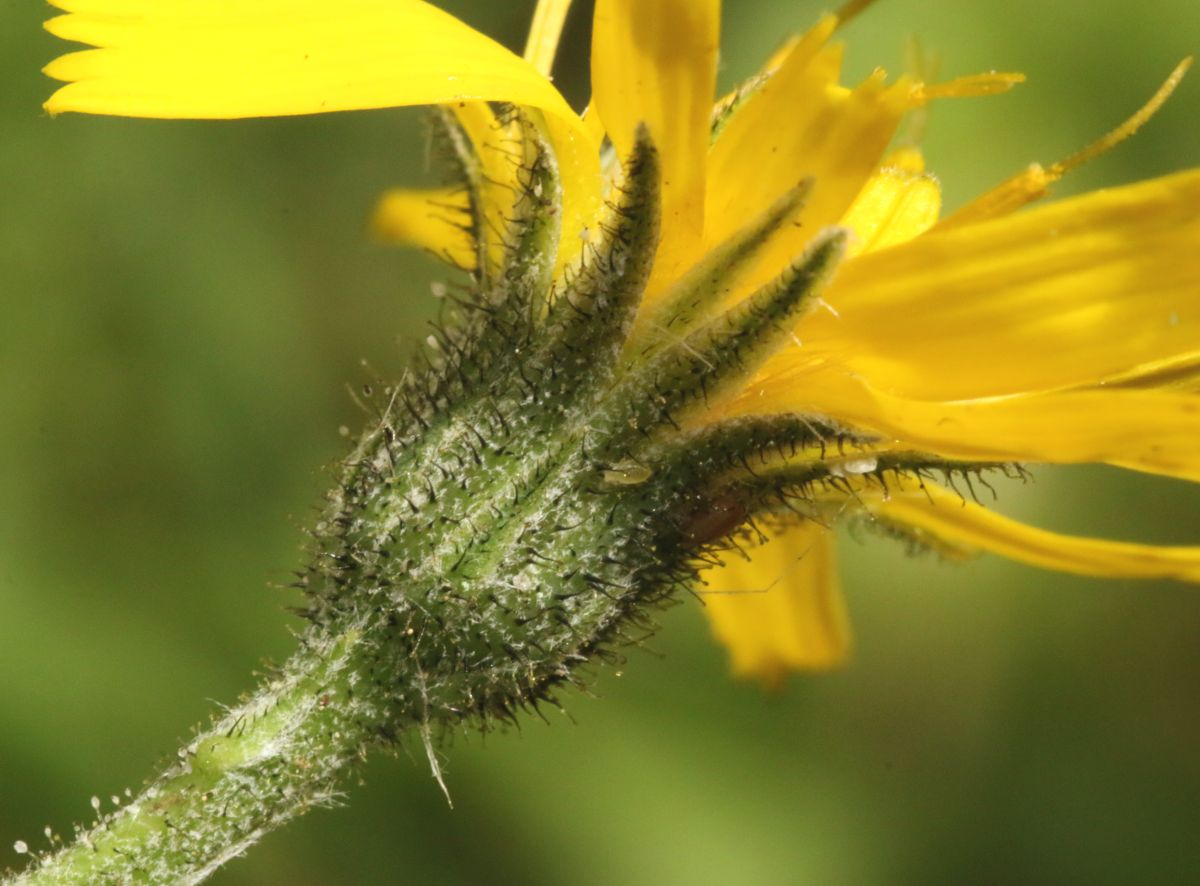
I fiori
Hieracium jurassicum

Habitus. La forma biologica prevalente è emicriptofita scaposa (H scap), ossia in generale sono piante erbacee (e aromatiche), a ciclo biologico perenne, con gemme svernanti al livello del suolo e protette dalla lettiera o dalla neve, inoltre spesso hanno l'asse fiorale eretto e privo di foglie (piante scapose), oppure le foglie basali sono assenti alla fioritura. Le specie di questo gruppo sono piante di tipo fillopode (raramente sono hypofillopode). Queste piante sono anche provviste di lattice (i vasi latticiferi sono anastomizzati), ma sono prive di stoloni.
Radici. Le radici sono secondarie da rizoma.
Fusto. La parte aerea del fusto è eretta, robusta quasi legnosa con ramosità più o meno copiosa. La superficie può essere sia glabra che pelosa con colorazioni verdi (o verdi-glauche), in basso può essere rosso-violaceo. Le piante di questa sezione possono raggiungere un'altezza massima di 4 - 10 dm (raramente raggiungono i 12 dm). La parte sotterranea spesso è un fittone.
Foglie. Le foglie si dividono in basali e cauline disposte in modo alternato. La lamina è intera con forme da ampiamente lanceolate a ellittiche. I bordi possono essere continui o variamente dentati (anche profondamente, ma raramente sono lobati). La superficie può essere glabra o variamente pubescente. Le foglie basali (da 1 a 2) sono lungamente picciolate. Le foglie cauline (da 4 a 10 o più) sono alato-picciolate (quelle inferiori), arrotondate e sessili (le medie) o semi-amplessicauli (le superiori). I piccioli sono seminascosti da una densa villosità sericea allungata;
Infiorescenza. La sinflorescenza è del tipo lassamente paniculata con 3 - 5 (fino a 8) rami e diversi capolini (da 10 a 20). L'acladio è di 1 – 3 cm. Le infiorescenze vere e proprie sono formate da un peduncolo (ingrossato / sottile) che sorregge un involucro composto da diverse brattee (o squame) disposte su 2 serie in modo embricato, all'interno delle quali un ricettacolo fa da base ai fiori tutti ligulati. L'involucro (seminascosto da una densa villosità sericea allungata) ha delle forme da emisferiche a cilindriche-ellissoidi. Le brattee si dividono in esterne e interne; quelle esterne (formano quasi un calice) sono da poche a una dozzina con forme da deltate a lanceolate o lineari; quelle interne possono arrivare a due dozzine ed hanno delle forme lineari-lanceolate con margini scariosi e apici acuminati con forme ottuse. Il ricettacolo è nudo, ossia senza pagliette a protezione della base dei fiori, e alveolato (il margine degli alveoli è lungamente dentato). Dimensione dell'involucro: 9 – 10 mm.
Fiori. I fiori (da 6 a 150) sono tutti del tipo ligulato, tetra-ciclici (ossia sono presenti 4 verticilli: calice – corolla – androceo – gineceo) e pentameri (ogni verticillo ha 5 elementi). I fiori sono inoltre ermafroditi e zigomorfi. In alcuni casi i fiori femminili sono "stilosi".
- Formula fiorale:

*/x K {\displaystyle \infty }, [C (5), A (5)], G 2 (infero), achenio
- Calice: i sepali del calice sono ridotti ad una coroncina di squame.
- Corolla: le corolle sono formate da un tubo e da una ligula terminante con 5 denti; il colore è giallo. Le ligule sono lunghe oltre l'involucro e spesso sono cigliate.
- Androceo: gli stami sono 5 con filamenti liberi, mentre le antere sono saldate in un manicotto (o tubo) circondante lo stilo.[15] Le antere alla base sono acute. Il polline è tricolporato.[16]
- Gineceo: lo stilo è giallo (o più o meno scuro), è filiforme e peloso sul lato inferiore; gli stigmi dello stilo sono due divergenti. L'ovario è infero uniloculare formato da 2 carpelli. La superficie stigmatica è posizionata internamente (vicino alla base).[17]

Frutti. I frutti sono degli acheni con pappo. Gli acheni sono scuri (bruno-rossastri) a forma colonnare-obconica (o più o meno cilindrica) e sono ristretti alla base (e ingrossati all'apice), mentre la superficie (liscia o appena rugosa) è provvista di 8 - 10 coste che nella parte apicale confluiscono in un orlo anulare. Il pappo è formato 20 a 80 setole biancastre (o giallastre) semplici disposte su due serie (quelle interne sono più lunghe e più rigide, quelle esterne sono fragili). Dimensione degli acheni: 2,8 - 3,3 mm.

## Biologia
Antesi: la fioritura è anticipata (il picco antesico è primaverile-estivo).

Impollinazione: l'impollinazione avviene tramite insetti (impollinazione entomogama tramite farfalle diurne e notturne).

Riproduzione: la fecondazione avviene fondamentalmente tramite l'impollinazione dei fiori (vedi sopra).

Dispersione: i semi (gli acheni) cadendo a terra sono successivamente dispersi soprattutto da insetti tipo formiche (disseminazione mirmecoria). In questo tipo di piante avviene anche un altro tipo di dispersione: zoocoria. Infatti gli uncini delle brattee dell'involucro (se presenti) si agganciano ai peli degli animali di passaggio disperdendo così anche su lunghe distanze i semi della pianta.

## Distribuzione e habitat
Aree subalpine e faggete con una distribuzione alpina (Alpi, Appennini e Pirenei).

## Tassonomia
La famiglia di appartenenza di questa voce (Asteraceae o Compositae, nomen conservandum) probabilmente originaria del Sud America, è la più numerosa del mondo vegetale, comprende oltre 23.000 specie distribuite su 1.535 generi, oppure 22.750 specie e 1.530 generi secondo altre fonti (una delle checklist più aggiornata elenca fino a 1.679 generi). La famiglia attualmente (2021) è divisa in 16 sottofamiglie.
Basionimo: Hieracium jurassica Arv.-Touv., 1913.

Tipo nomenclaturale: Hieracium jurassicum Griseb.

### Filogenesi
Il genere di questa voce appartiene alla sottotribù Hieraciinae della tribù Cichorieae (unica tribù della sottofamiglia Cichorioideae). In base ai dati filogenetici la sottofamiglia Cichorioideae è il terz'ultimo gruppo che si è separato dal nucleo delle Asteraceae (gli ultimi due sono Corymbioideae e Asteroideae). La sottotribù Hieraciinae fa parte del "quinto" clade della tribù; in questo clade è posizionata alla base ed è "sorella" al resto del gruppo comprendente, tra le altre, le sottotribù Microseridinae e Cichoriinae. Il genere  Hieracium (insieme al genere Pilosella) costituisce il nucleo principale della sottotribù Hieraciinae e formano (insieme ad altri generi minori) un "gruppo fratello" posizionato nel "core" delle Hieraciinae.
Il genere Hieracium è un genere estremamente polimorfo con maggioranza di specie apomittiche. Di questo genere sono descritte circa 1000 specie sessuali e oltre 3000 specie apomittiche, delle quali circa 250 e più sono presenti nella flora spontanea italiana.
I caratteri distintivi per il genere Hieracium sono:
- le piante non sono tutte vischiose;
- i fusti e le foglie hanno peli semplici o ghiandolari;
- i capolini sono numerosi;
- il colore dei fiori in genere è giallo carico;
- i rami dello stilo sono lunghi;
- le coste dell'achenio confluiscono in un anello;
- il pappo è formato da due serie di setole.

Le specie di questo genere, provviste di molte sottospecie, formano degli aggregati o sezioni con diverse specie incluse, altre sono considerati "intermediare" (o impropriamente ibridi in quanto queste specie essendo apomittiche non si incrociano e quindi non danno prole feconda) con altre specie. A causa di ciò si pongono dei problemi di sistematica quasi insolubili e per avere uno sguardo d'insieme su questa grande variabilità può essere necessario assumere un diverso concetto di specie. Qui in particolare viene seguita la suddivisione in sezioni del materiale botanico così come sono elencate nell'ultima versione della "Flora d'Italia".
La sezione XXVI Jurassica, insieme alle sezioni Subalpina, Bocconea, Pulmonarioidea, Umbrosa e Alpestria, costituisce un gruppo di specie intermediarie a distribuzione prevalentemente subalpina; in particolate la sezione di questa voce ha delle affinità con la sezione Prenanthoidea.
I caratteri distintivi per le specie di questa sezione sono:
- le specie di questo gruppo sono piante di tipo fillopode (raramente sono hypofillopode);
- le foglie cauline (da 4 a 10) sono alato-picciolate (quelle inferiori), arrotondate e sessili (le medie) o semi-amplessicauli (le superiori);
- i piccioli e gl'involucri sono seminascosti da una densa villosità sericea allungata;
- la fioritura è anticipata (il picco antesico è primaverile-estivo).

Il numero cromosomico delle specie della sezione è: 2n = 27 (specie diploidi, triploidi, tetraploidi e pentaploidi).

### Specie della flora italiana
Nella flora spontanea italiana, per la sezione di questa voce, sono presenti le seguenti specie (principali e secondarie o derivate):
Specie principale. Hieracium jurassicum Griseb., 1853 - Sparviere del Giura: l'altezza massima della pianta è di 40 – 100 cm (massimo 120 cm); il ciclo biologico è perenne; la forma biologica è emicriptofita scaposa (H scap); il tipo corologico è Orofita Europeo; l'habitat tipico sono i pascoli, gli arbusteti alpini, faggete, peccete e alnete; in Italia è una specie comune nelle Alpi, rara negli Appennini e si trova fino ad una quota compresa tra 1.000 e 2.100 m s.l.m.. Per questa specie sono riconosciute oltre 50 sottospecie (quasi tutte in Italia).
Caratteri principali: questa specie è più vicina alla specie H. prenanthoides che alla specie H. murorum; le foglie cauline inferiori sono picciolate, alato-picciolate o indistintamente confluenti nel picciolo; le foglie medie sono distintamente o indistintamente pandurate e sessili con base cordata o semi-amplessicaule; le superiori sono cordate semi-amplessicauli.
Specie principale. Hieracium rapunculoides Arv.-Touv., 1876 - Sparviere rapunculoide: l'altezza massima della pianta è di 50 – 100 cm (massimo 120 cm); il ciclo biologico è perenne; la forma biologica è emicriptofita scaposa (H scap); il tipo corologico è Orofita Alpico - Pirenaico; l'habitat tipico sono gli arbusteti subalpini, faggete e peccete; in Italia è una specie rara e si trova nelle Alpi e nei Pirenei fino ad una quota compresa tra 1.000 e 1.800 m s.l.m.. Per questa specie sono riconosciute 4 sottospecie (tre in Italia).
Caratteri principali: questa specie è più vicina alla specie H. prenanthoides che alla specie H. lachenalii; le foglie cauline inferiori sono picciolate (fino ad alato-picciolate) o indistintamente confluenti nel picciolo; le foglie medie sono brevemente attenuate e sessili; le superiori sono arrotondate e sessili o semi-amplessicauli.
Specie secondarie collegate a Hieracium rapunculoides:
| Specie                                              | Caratteri                                                            | Habitat                              | Distribuzione italiana | Sottospecie                        |
| --------------------------------------------------- | -------------------------------------------------------------------- | ------------------------------------ | ---------------------- | ---------------------------------- |
| Hieracium cavillieri Zahn, 1916[25]                 | Più simile alla specie H. prenanthoides che alla specie H. bifidum   | Pascoli e arbusteti alpini su silice | Piemonte - Molto rara  | 2 sottospecie presenti in Italia   |
| Hieracium dermophyllum Arv.-Touv. & Briq., 1911[26] | Tra la specie H. prenanthoides e la specie H. bifidum                | Pascoli e arbusteti alpini           | Piemonte - Molto rara  | 3 sottospecie presenti in Italia   |
| Hieracium chiariglionei Gottschl., 2011[27]         | Tra la specie H. picroides e la specie H. bifidum                    | Pascoli e arbusteti alpini su silice | Piemonte - Molto rara  |                                    |
| Hieracium subtilissimum Zahn, 1901[28]              | Più simile alla specie H. prenanthoides che alla specie H. schmidtii | Pascoli e arbusteti alpini su silice | Piemonte - Molto rara  | Una sottospecie presente in Italia |